# Rôtisserie Rue du Bois
Rôtisserie Rue du Bois was een restaurant in Alkmaar, Nederland. Het restaurant kreeg in 1979 een Michelinster toegekend. Het verloor zijn ster het volgende jaar, na het vertrek van de chef-kok.
Chef-kok in de tijd van de Michelinster was Dick Wijker. Eigenaar en Maître d'hôtel was Nico Blokker. Het restaurant had een klassieke stijl en veel gerechten werden aan tafel toebereid, zoals het fileren van vis en het trancheren van wild.